# Eulan

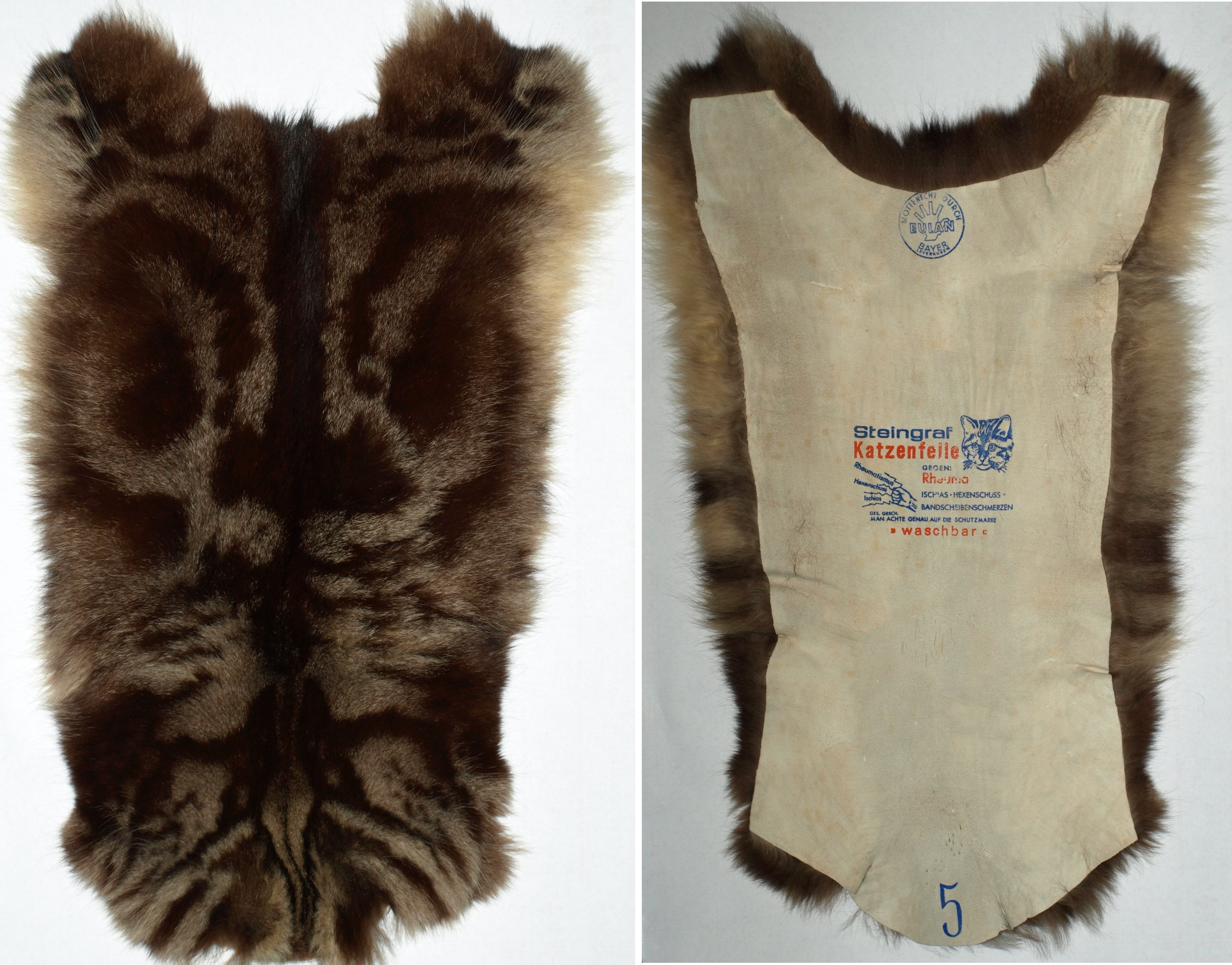
Eulanbehandlat kattskinn för reumtismbehandling

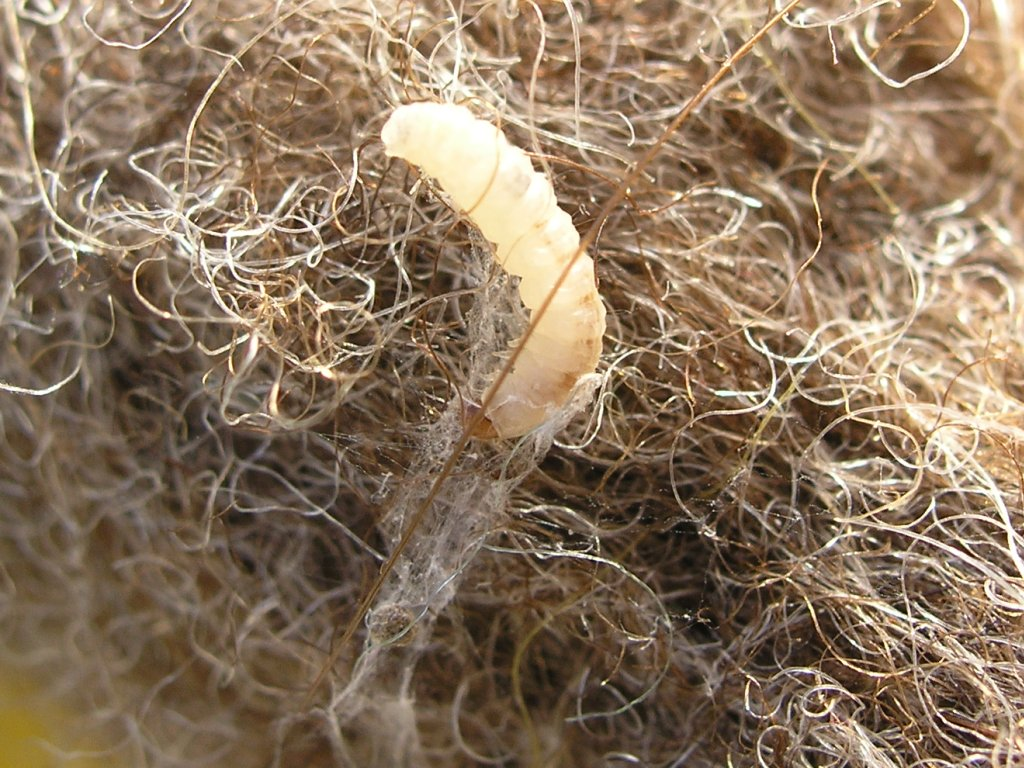
Klädesmalslarv.

Struktur för huvudbeståndsdelen PCSD.

Struktur för föroreningen PCAD.

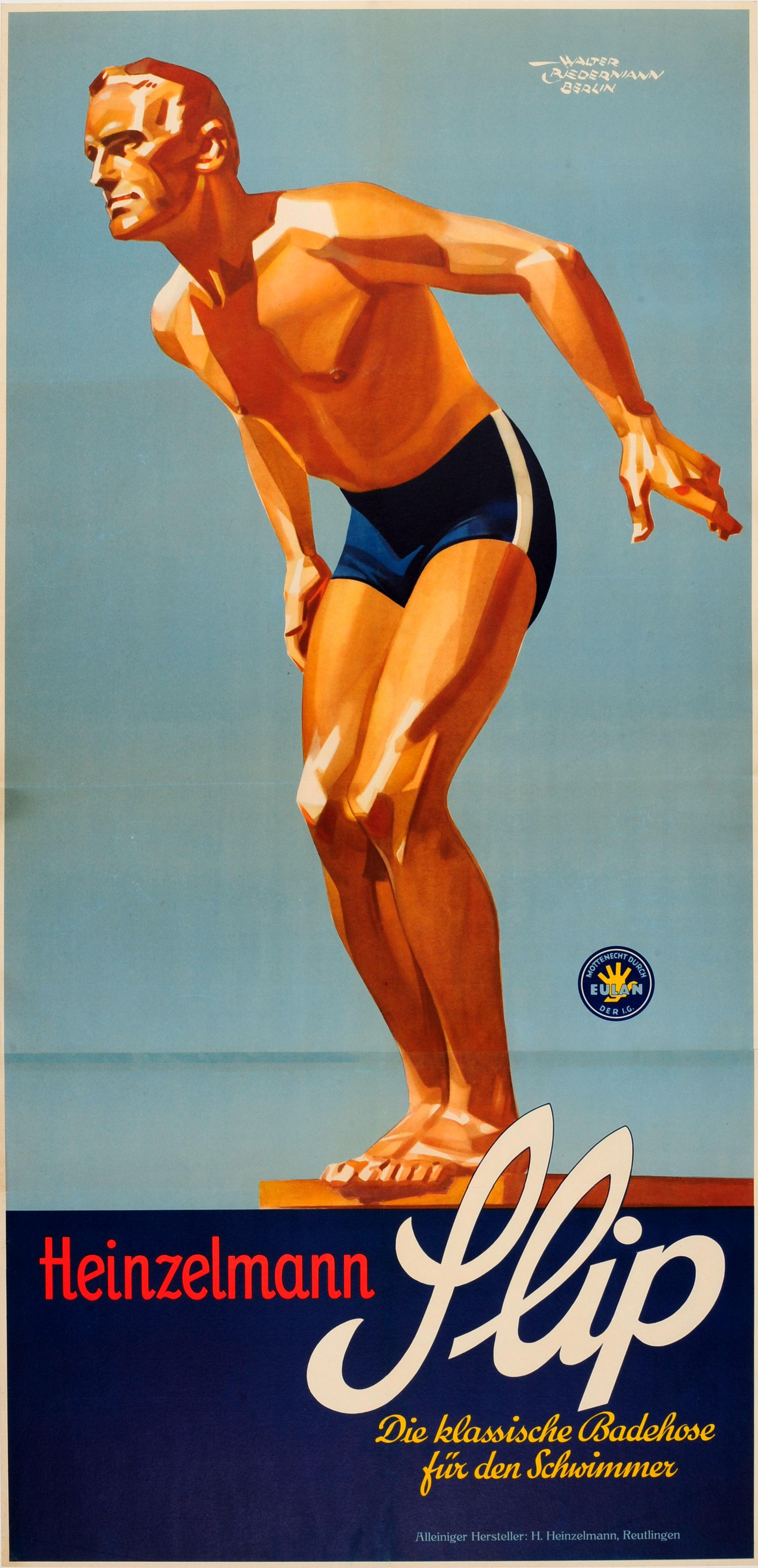
Reklam från 1935 för eulanbehandlade badbyxor

Eulan (ibland kallat/uttalat oilan) är en biocid som från början var främst riktad mot malens larver, som går svårt åt allt ylle och päls. Det visade sig så småningom vara verksamt även mot andra skadeinsekter. Det togs fram och patenterades omkring 1920 av företaget Friedrich Bayer & Co i Leverkusen, Tyskland.
Bayer slutade tillverka Eulan 1988. Patentet har gått ut, och andra företag har upptagit tillverkningen.
Namnet Eulan skapades från det grekiska ordet ευλή (eulé) som kan betyda både mal-larv och mask. Preparering av textilier med detta bekämpningsmedel kallades med det nybildade tyska ordet för eulanisieren, vilket sedermera försvenskades till eulanisera, ett ord man kan finna i diverse klädvårdslitteratur från mitten av 1900-talet.
Det eftersträvade ämnet polyklor-2-(klormetylsulfonamid)-difenyleter, även kallat klorfenylid (PCSD), får vid framställningen även det nära liknande ämnet polyklor-2-aminodifenyleter (PSAD) som förorening. Båda ämnena är mycket stabila.
Det som marknadsföres är en blandning av PCSD och PSAD, som genom varierande framställningsprocesser ges lite olika sammansättningar med handelsnamn därefter. Några exempel:
- Eulan asept (64719-51-3)
- Eulan BL (NSC 9991)
- Eulan NK
- Eulan NK "chloride salt" (CID 498065)
- Eulan NKU
- Eulan NKFW (CID 77266)
- Eulan U33 (59024-89-5)
- Eulan WA neu (new) (55069-01-07). Ersätter dieldrin

Sedan Bayers patent gått ut har ett antal mer eller mindre trogna kopior kommit ut i marknaden. Bland dessa kan nämnas:
- Eulan SP
- Kolantin P
- Mitex U33
- Mothine E liquid

Kemikalieinspektionen godkände Eulan U33 1968–01–02 för användning i Sverige.

## Obligatorisk användning
NATO föreskrev med hänvisning till TL 8305-0331 att alla uniformer som avsågs användas i malariatrakter skulle impregneras med Eulan. En fördel med eulanimpregnering är att det effektivt hålls kvar i det preparerade godset, och bara långsamt urlakas vid tvätt.

## Miljöfara
Vid tvätt av eulanimpregnerat gods stannar visserligen det mesta bekämpningsmedlet kvar i godset, men en del kommer ut i tvättvattnet, som sedan på ett eller annat sätt så småningom hamnar fritt i sjöar och andra vattendrag; i värsta fall i grundvattnet och vattentäkter för dricksvatten.
Vid olika undersökningar av ämnen som upplagrats hos vattenlevande djur har man funnit spår av eulan. Exempelvis har man i ett fall funnit att eulan är skadligt eller t o m dödligt för vanlig groda vid koncentrationer motsvarande mellan 1 mg/kg kroppsvikt och 10 mg/kg.
Inga absoluta gränser finns säkerställda för vad människor bör tåla av eulanbelastning, men åtminstone för Eulan WA har LD50 uppskattats till 1000 mg/kg kroppsvikt, och ända ned till 200 mg/kg för andra sammansättningar av PCSD och PCAD.
Vid förbränning eller annan upphettning av kasserade Eulanpreparerade kläder, filtar o d — Eulan har kokpunkt 400 °C…600 °C; varierar alltefter den exakta sammansättningen av ingående komponenter — kan hälsovådliga dioxin-derivat bildas.
År 1996 undersöktes förekomst av möjligen skadliga ämnen i vanligt husdamm. Man hittade 13,2 mg/kg Eulan i dammet. 2003…2006 gjordes en liknande undersökning, varvid man hittade PCSD och PCAD i 15  av husdammprover hämtade från ett urval av 600 hushåll i Tyskland med barn i åldrarna 3…14 år. Koncentrationen av Eulan var i medeltal 1,36 mg/kg.
Med anledning av dessa och andra larmrapporter föreskrev Kemikalieinspektionen genom beslut nr 2456 att det tidigare godkända Eulan U33 skulle utfasas från användning i Sverige enligt följande tidsplan:
- 1989–12–31 var sista försäljningsdag till återförsäljare
- 1990–12–31 var respit för återförsäljare att sälja slut på inneliggande lager
- 1991–12–31 var sista dag för användning över huvud taget

Liknande restriktioner finns nu i somliga länder, men Eulan i olika kvaliteter är fortfarande (början på 2000-talet) tillåtet på sina håll.